# مینای گوشواره‌ای جزیره نیاس
مینای گوشواره‌ای نیاس یکی از گونه‌های مینای گوشواره‌ای است که نام علمی آن Gracula robusta  است. و در جزیره نیاس اندونزی وجود دارد.